# Palacios (Familienname)
Palacios ist ein spanischer Familienname.

## Namensträger
- Abel Iturralde Palacios (1869–1935), bolivianischer Rechtsanwalt und Politiker
- Alejandro Palacios (* 1981), mexikanischer Fußballspieler
- Alfredo Palacios (1878–1965), argentinischer Rechtsanwalt, Politiker und Hochschullehrer
- Amado Palacios (1941–2025), mexikanischer Fußballtorhüter
- Angie Palacios (Leichtathletin) (* 1999), kolumbianische Leichtathletin
- Angie Palacios (Gewichtheberin) (* 2000), ecuadorianische Gewichtheberin
- Antonia Palacios (1904–2001), venezolanische Schriftstellerin
- Antonio Palacios (Architekt) (Antonio Palacios y Ramilo; 1874–1945), spanischer Architekt
- Antonio Palacios (Schachspieler) (Antonio Palacios Lanza; * 1952), venezolanischer Schachspieler
- Antonio José Martínez Palacios (Antonio José; 1902–1936), spanischer Komponist
- Antonio Hernández Palacios (1921–2000), spanischer Comiczeichner
- Armando Palacios Bate (1904–1974), chilenischer Pianist
- Augusto Palacios (* 1953), peruanischer Fußballspieler und -trainer
- Augusto Pérez Palacios (1909–2002), mexikanischer Architekt
- Carlos Palacios (Leichtathlet) (* 1999), kolumbianischer Sprinter
- Carlos Palacios (Fußballspieler) (* 2000), chilenischer Fußballspieler
- Cristian Palacios (* 1990), uruguayischer Fußballspieler
- Diego Palacios (* 1999), ecuadorianischer Fußballspieler
- Eliecith Palacios (* 1987), kolumbianische Leichtathletin
- Ever Palacios (* 1969), kolumbianischer Fußballspieler
- Exequiel Palacios (* 1998), argentinischer Fußballspieler
- Federico Palacios (* 1995), deutsch-spanischer Fußballspieler
- Felipa Palacios (* 1975), kolumbianische Leichtathletin
- Fermín Palacios, salvadorianisch Politiker, Präsident zwischen 1844 und 1846
- Fernando Palacios (Regisseur) (1916–1965), spanischer Filmregisseur
- Fernando Palacios Arribas, spanischer Zoologe und Naturschützer
- Fernando Quiroga y Palacios (1900–1971), spanischer Geistlicher, Erzbischof von Santiago de Compostela
- Francisco Palacios (* 1990), panamaischer Fußballspieler
- Gastón Palacios (* 1997), uruguayischer Fußballspieler
- Héctor Palacios (Musiker) (1909–1987), argentinischer Tangosänger, -dichter und -komponist
- Héctor Palacios (Tänzer) (* 1988), mexikanischer Tänzer und Fotograf
- Inna Kristianne Beza Palacios (* 1994), philippinische Fußballspielerin
- Javier Palacios (1925–2006), chilenischer Generalmajor
- Jenny Palacios-Stillo (* 1960), honduranische Skilangläuferin
- Jerry Palacios (* 1982), honduranischer Fußballspieler
- Johnny Palacios (* 1986), honduranischer Fußballspieler
- Jorge Palacios Treviño (1931–2021), mexikanischer Diplomat
- Juan Palacios (Radsportler) (* 1962), ecuadorianischer Radrennfahrer
- Juan Palacios (Basketballspieler) (Juan Diego Tello Palacios; * 1985), kolumbianischer Basketballspieler
- Juan Antonio Fernández Palacios (* 1963), kubanischer Diplomat
- Lorenzo Palacios Quispe (1950–1994), peruanischer Sänger und Musiker
- Lucía Palacios (* 1972), spanische Filmregisseurin und Labelmacherin
- Luis Palacios (Politiker), uruguayischer Politiker
- Luis Palacios (Leichtathlet), venezolanischer Diskuswerfer
- Marco Antonio Palacios (* 1981), mexikanischer Fußballspieler
- Matías Palacios (* 2002), argentinischer Fußballspieler
- Miguel Asín Palacios (1871–1944), spanischer Priester und Arabist
- Miguel Saturnino Aurrecoechea Palacios (1904–1997), spanischer römisch-katholischer Ordensgeistlicher, Apostolischer Vikar von Machiques
- Milton Palacios (* 1980), honduranischer Fußballspieler
- Myriam Palacios (1936–2013), chilenische Schauspielerin
- Nahúm Palacios Arteaga († 2010), honduranischer Journalist
- Nicolás Palacios (1854–1911), chilenischer Arzt und Autor
- Raúl Palacios (* 1976), chilenischer Fußballspieler
- Ricardo Palacios (1940–2015), spanischer Schauspieler
- Roberto Palacios (* 1972), peruanischer Fußballspieler
- Rolando Palacios (* 1987), honduranischer Leichtathlet
- Rubén Palacios (* 1950), argentinischer Fußballspieler
- Rubén Darío Palacios (1962–2003), kolumbianischer Boxer
- Sebastián Palacios (* 1992), argentinischer Fußballspieler
- Sheynnis Palacios (* 2000), nicaraguanische Schönheitskönigin
- Teodoro Palacios (1939–2019), guatemaltekischer Leichtathlet
- Victoria Palacios (* 1977), mexikanische Geherin
- Wilson Palacios (* 1984), honduranischer Fußballspieler
- Yerlín Palacios (* 1996), kolumbianische Diskuswerferin